# Sombre Dimanche (roman)
Pour les articles homonymes, voir Sombre Dimanche.
Sombre Dimanche est un roman d'Alice Zeniter publié le 3 janvier 2013 aux éditions Albin Michel et lauréat du prix du Livre Inter et du prix des lecteurs de l'express la même année.

## Résumé
Le livre décrit sur trois générations et trente ans d'existence la saga d'une famille hongroise, les Mandy, sombres destins croisés avec l'histoire du pays dans ses périodes communiste et post-communiste. 

## Éditions
- Éditions Albin Michel, 2013  (ISBN 978-2226245175).